# بوزغایه
بوزغایه (به عربی: بوزغایة) یک شهرداری در الجزایر است که در استان الشلف واقع شده‌است. بوزغایه ۲۰٬۲۶۸ نفر جمعیت دارد.